# Praça Rodrigues Lobo

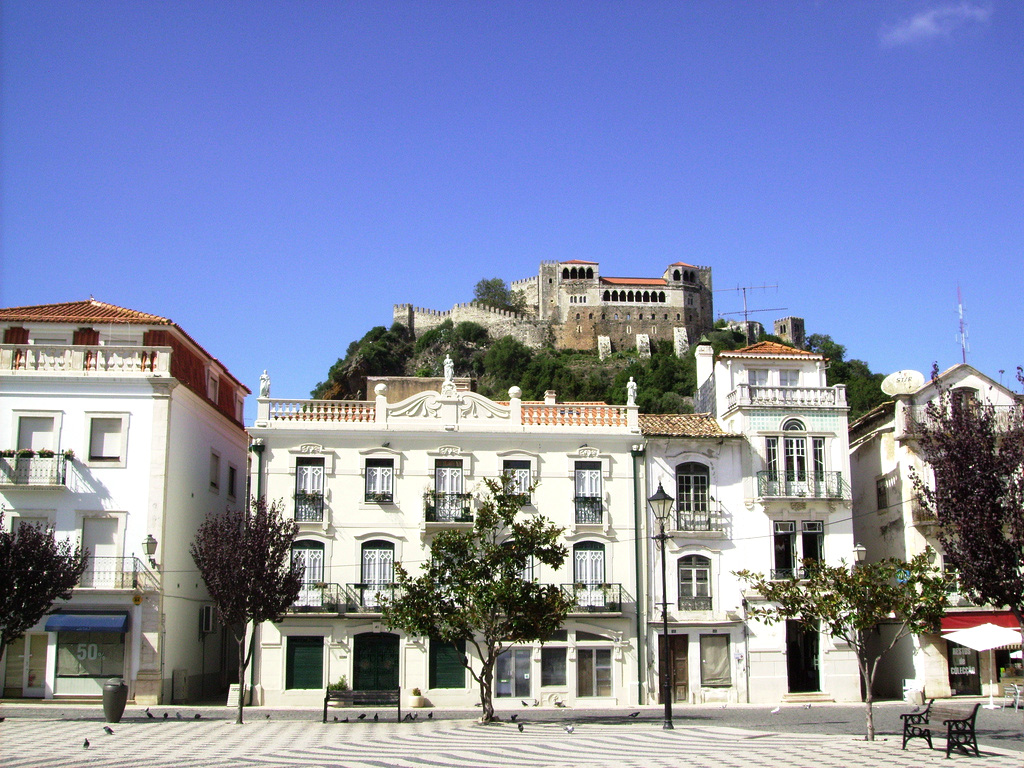
Praça Rodrigues Lobo com o Castelo de Leiria ao fundo.

A Praça Rodrigues Lobo é um espaço de referência da cidade de Leiria, Portugal.
Pólo de desenvolvimento e animação da cidade e do centro histórico da mesma, este espaço foi dos primeiros onde se instalou a população que saiu das muralhas do castelo para viver perto do rio, zona que ficaria conhecida como Rossio (abrange a praça, o Jardim Luís de Camões e área circundante).
A praça antigamente era chamada de Praça de São Martinho, e foi aí que existiu até 1910 os paços do concelho - a Câmara Municipal, o pelourinho, a cadeia e o tribunal. Foi também nesse local que outrora se ergueu a igreja de São Martinho, que existiu desde os finais do século XII, e que viria a ser substituída pela igreja da Misericórdia, 20 metros ao lado. A igreja ocupava o espaço onde agora se encontra o ateneu, e à frente do qual, em direcção à praça, se abriu uma necrópole, o que se comprovou durante uma reparação recente das canalizações do local. Os achados arqueológicos encontrados (ossadas, peças de cerâmica, moedas…) estão agora em local reservado.
A igreja de São Martinho tinha uma torre com dois sinos e um retábulo do santo. A única coisa que resta desta igreja é a sacristia monolítica que foi trasladada para a igreja da Misericórdia.
Também existiu um palacete naquilo que hoje é a entrada da praça, os paços dos Marqueses de Vila Real (espaço frequentado pelo poeta Rodrigues Lobo). Aquando da ruína dessa família e da ascensão da dos Zuquetes, o edifício é demolido no século XIX e são construídos outro dois edifícios com um espaço aberto entre eles, passando a praça a ter o seu aspecto actual. Visto de dentro da praça, a casa dos Zuquetes corresponde à que está à direita da entrada, com traços da Arte Nova de Korrodi. 
Desde a Idade Média que a praça funcionou como feira, até a construção do Mercado Santana.
Apesar de não haver vestígios da igreja de São Martinho, do lado Oeste da praça podemos ver uma arcada (chamado de Balcões) que se atribui ao largo da feira ou ao hospital anexo à igreja de São Marinho.
O espaço era muito frequentado por Rodrigues Lobo, aí eternizado sobre um pedestal, inaugurada em 1923. A praça adquire então o seu nome, praça Rodrigues Lobo. 
Hoje a praça tem um importante papel na vida comercial e social da cidade, sendo um pólo de diversão diurna e nocturna, com os cafés e esplanadas e pelos inúmeros eventos nela realizados. 